# Astrophytum myriostigma
Astrophytum myriostigma, conocido comúnmente como birrete de obispo, gorro de obispo, o peyote cimarrón, es una especie de planta suculenta perteneciente al género Astrophytum, dentro de la familia Cactaceae. Es endémica del noreste de México.

## Descripción

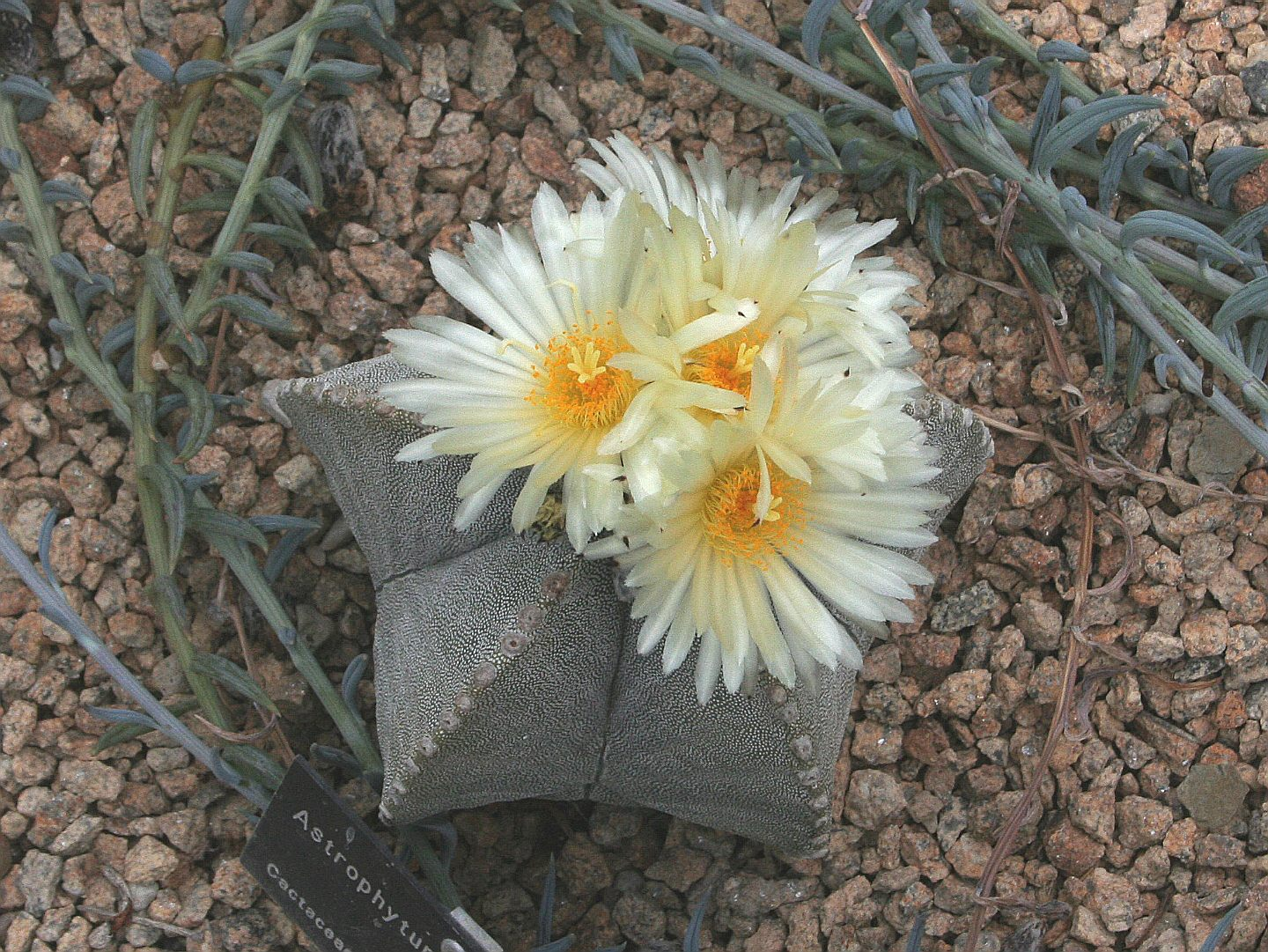
Planta en flor

Astrophytum myriostigma es una especie de cactus pequeño, muy similar a Astrophytum coahuilense. No presenta espinas y generalmente crece de forma solitaria. Si hacemos una sección transversal del tallo, vemos que tiene una forma de estrella perfecta (como la estrella de mar común), lo que le da a la planta la apariencia de una mitra de obispo (de ahí el nombre común de gorro de obispo). Tiene raíces finas y fibrosas.
El tallo va de globular a cilíndrico, es de color verde brillante y puede alcanzar los 60-100 cm de alto (incluso ocasionalmente hasta 150 cm) y de 10-20 cm de diámetro. Está cubierto por muchas escamas diminutas y peludas de color blanco (tricomas), lo que le da un aspecto característico de color blanco tiza o gris plateado, (aunque hay variedades totalmente desnudas). 
Presenta generalmente 5 costillas (a veces 3 o 4) y aumentan a ocho o más con la edad (raramente incluso 10). Son verticales, regulares, con surcos muy profundos, prominentes, muy anchas y agudas. Tienen forma triangular y sobre ellas se asientan areolas redondas, separadas unas de otras entre 1 y 2 cm.
Las plantas pueden tardar hasta seis años en florecer. Y cuando lo hacen, sus flores tienen forma de embudo, de 4-7 cm de largo, de color amarillo brillante (a veces con una base anaranjada o roja), y dulcemente perfumadas. Aparecen en las areolas situadas en el ápice del tallo, presentan escamas en el tubo del ovario y lana larga en su axila. Los frutos suelen ser de color verde o rojo, con forma alargada y redonda, y se abren en forma de estrella. Carecen de pulpa por lo que son secos y coriáceos.

## Distribución y hábitat

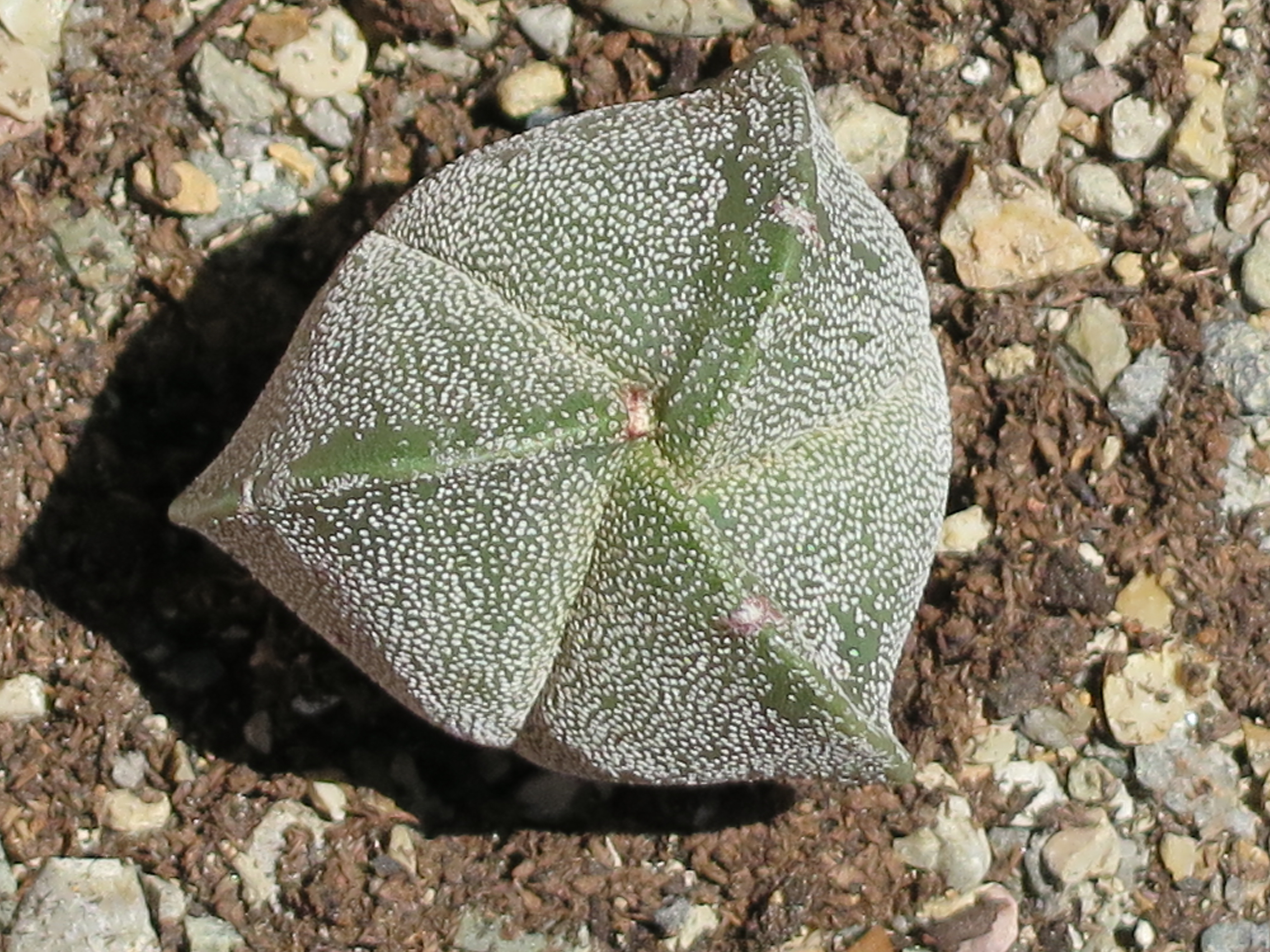
Astrophytum myriostigma var. tricostatum

El área de distribución nativa de esta especie es el noreste de México y crece principalmente en biomas desérticos o de matorrales secos, a elevaciones que van desde los 750 a los 1500 metros sobre el nivel del mar.
Concretamente crece en suelos pedregosos y calcáreos de planicies aluviales con matorrales en laderas empinadas, orientadas al este u oeste (y suroeste), y prefiere densidades bajas. Además necesita de suelos con carbonatos para integrar el calcio y hacerse más rígida.

## Taxonomía
Astrophytum myriostigma fue descrita por el botánico francés Charles Lemaire y publicado por primera vez en el libro Cactearum Genera Nova Speciesque Novae 4 en 1839.

Etimología
- Astrophytum: nombre genérico que deriva de las palabras griegas astro (que significa 'estrella'), y phyton (que significa 'planta'), por lo que se puede traducir como "planta con forma de estrella", haciendo referencia a la forma estrellada de algunas especies de este género de cactus.[4]
- myriostigma: epíteto específico que deriva de las palabras griegas myrio (que significa 'innumerable' o 'muchos') y stigma (que significa 'estigma', es decir, la parte de la flor que recibe el polen), haciendo referencia a que las flores de esta especie tienen muchos estigmas.[5]

### Subespecies
Actualmente se distinguen dos subespecies:
| Imagen | subespecie                                                         | Descripción          | Distribución                   |
| ------ | ------------------------------------------------------------------ | -------------------- | ------------------------------ |
|        | Astrophytum myriostigma subsp. myriostigma                         | Presenta 5 costillas | Noreste de México              |
|        | Astrophytum myriostigma subsp. quadricostatum (H.Moeller) K.Kayser | Presenta 4 costillas | Noreste de México (Tamaulipas) |

Sinonimia
- Sinónimos de Astrophytum myriostigma subsp. myriostigma:
  - Astrophytum columnare (K.Schum.) Sadovsky & Schütz (1979)
  - Astrophytum depressum Lawr. (1841)
  - Astrophytum mirum Halda & Panar. (2000)
  - Astrophytum myriostigma var. cereiforme Frič (1925)
  - Astrophytum myriostigma var. columnare (K.Schum.) Frič (1925)
  - Astrophytum myriostigma subvar. glabrum Backeb. (1961)
  - Astrophytum myriostigma var. grandiflorum Frič (1925)
  - Astrophytum myriostigma var. minimiflorum Frič (1925)
  - Astrophytum myriostigma var. nudicarpa Frič (1925)
  - Astrophytum myriostigma subvar. nudum (Rud.Mey.) Backeb. (1961)
  - Astrophytum myriostigma var. nudum (Rud.Mey.) Frič (1925)
  - Astrophytum myriostigma subsp. potosinum (H.Moeller) K.Kayser (1932)
  - Astrophytum myriostigma var. potosinum (H.Moeller) Kreuz. (1935)
  - Astrophytum myriostigma var. strongylogonum Backeb. (1961)
  - Astrophytum myriostigma subvar. tulense (K.Kayser) Backeb. (1961)
  - Astrophytum myriostigma subsp. tulense K.Kayser (1932)
  - Astrophytum myriostigma var. tulense (K.Kayser) Borg (1937)
  - Astrophytum myriostigma var. verum W.T.Marshall (1941)
  - Astrophytum prismaticum Lem. (1868)
  - Astrophytum quadratum Cobbold (1899)
  - Astrophytum tulense (K.Kayser) Sadovsky & Schütz (1979)
  - Cereus callicoche Galeotti ex Scheidw. (1839)
  - Cereus colicochus J.R.Booth ex C.F.Först. (1846)
  - Echinocactus myriostigma f. columnaris (K.Schum.) Schelle (1907)
  - Echinocactus myriostigma var. columnaris K.Schum. (1898)
  - Echinocactus myriostigma var. nudus Rud.Mey. (1912)
  - Echinocactus myriostigma subsp. potosinus H.Moeller (1927)
  - Echinocactus myriostigma subsp. quadricostatus H.Moeller (1927)

- Sinónimos de Astrophytum myriostigma subsp. quadricostatum:
  - Astrophytum myriostigma subsp. tamaulipense (A.F.Moeller) K.Kayser (1932)
  - Astrophytum myriostigma var. quadricostatum (H.Moeller) A.F.Moeller (1930)
  - Astrophytum myriostigma var. tamaulipense A.F.Moeller (1930)
  - Astrophytum quadricostatum (H.Moeller) Houghton (1930)
  - Astrophytum tamaulipense Houghton (1930)
  - Echinocactus myriostigma var. quadricostatus H.Moeller (1927)

## Estado de conservación
En la Lista Roja de Especies Amenazadas de la UICN, la especie está clasificada como de “Preocupación Menor (LC)”.
Señalar que aunque esta especie tiene una distribución muy amplia y es extremadamente abundante, la extracción de individuos de las poblaciones naturales y la destrucción del hábitat por parte de las actividades mineras pueden amenazar a la especie. Además, el hábitat también está sobrepastoreado por el ganado (cabras y ganado vacuno) y algunas subpoblaciones se han visto afectadas por la construcción de carreteras.

## Usos
Se cultiva principalmente como planta ornamental y su propagación de realiza normalmente a través de semillas o mediante injertos

## Galería

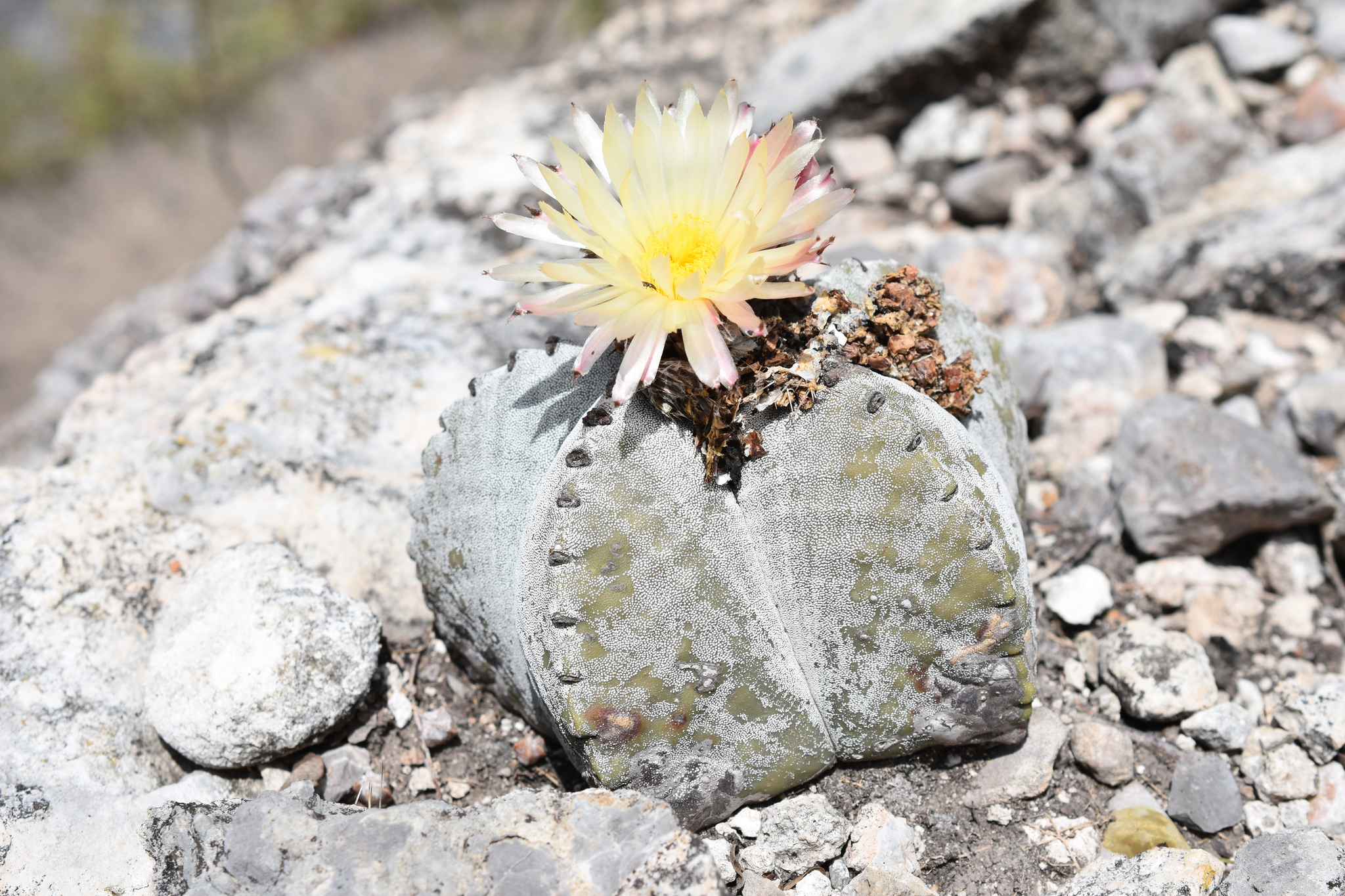
Planta en flor
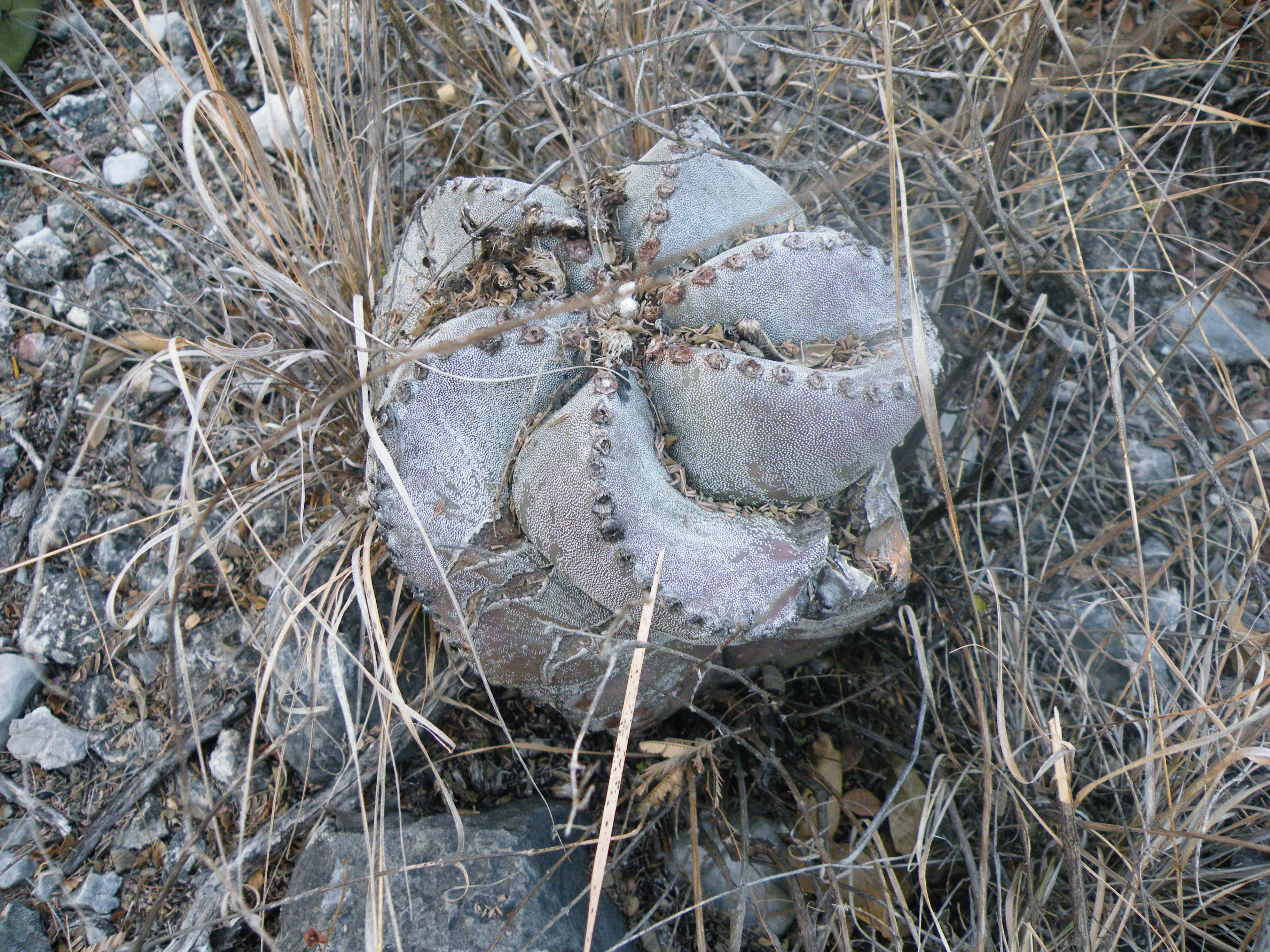
Planta en su hábitat
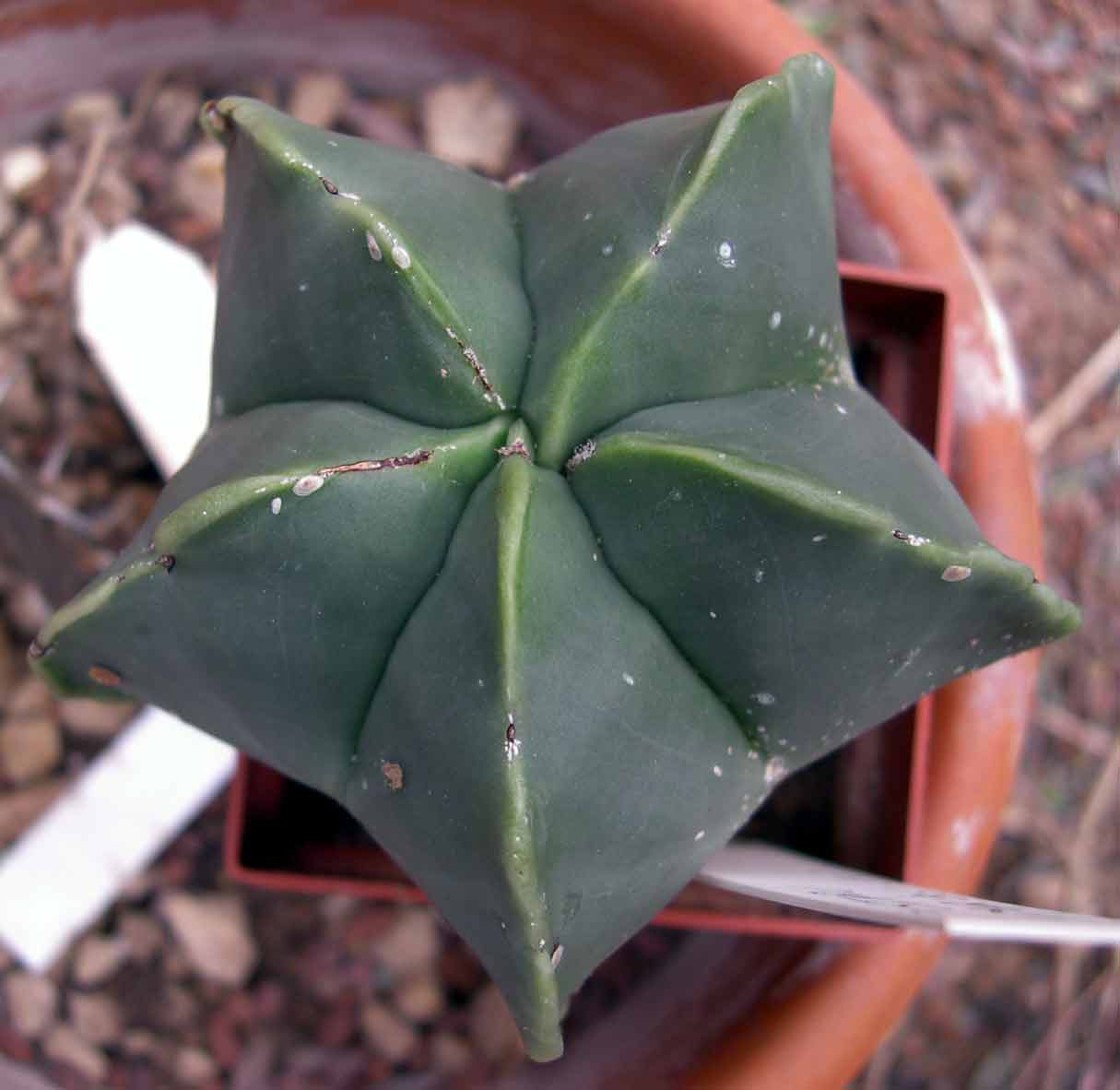
Variedad nuda
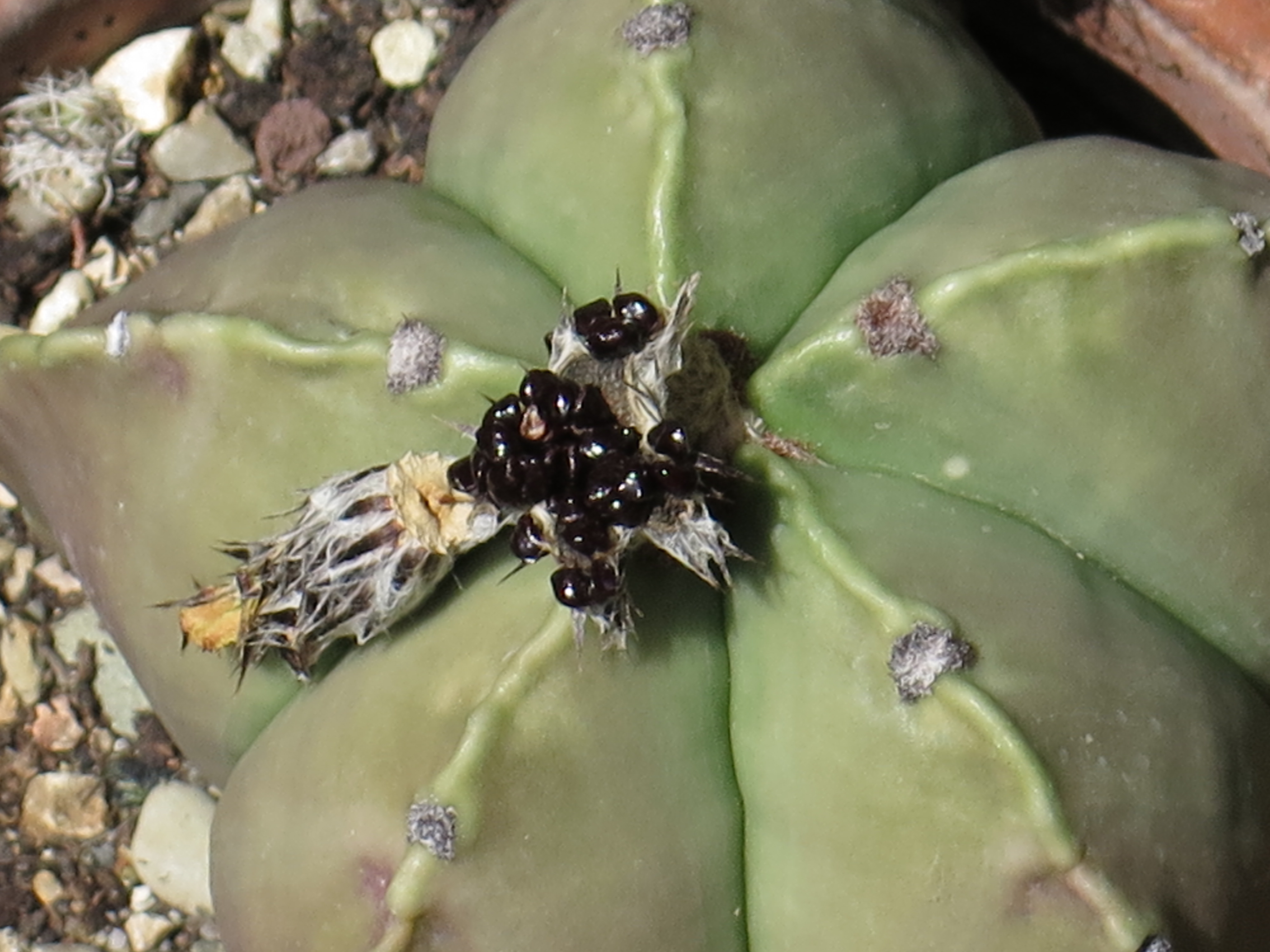
Detalle de las semillas
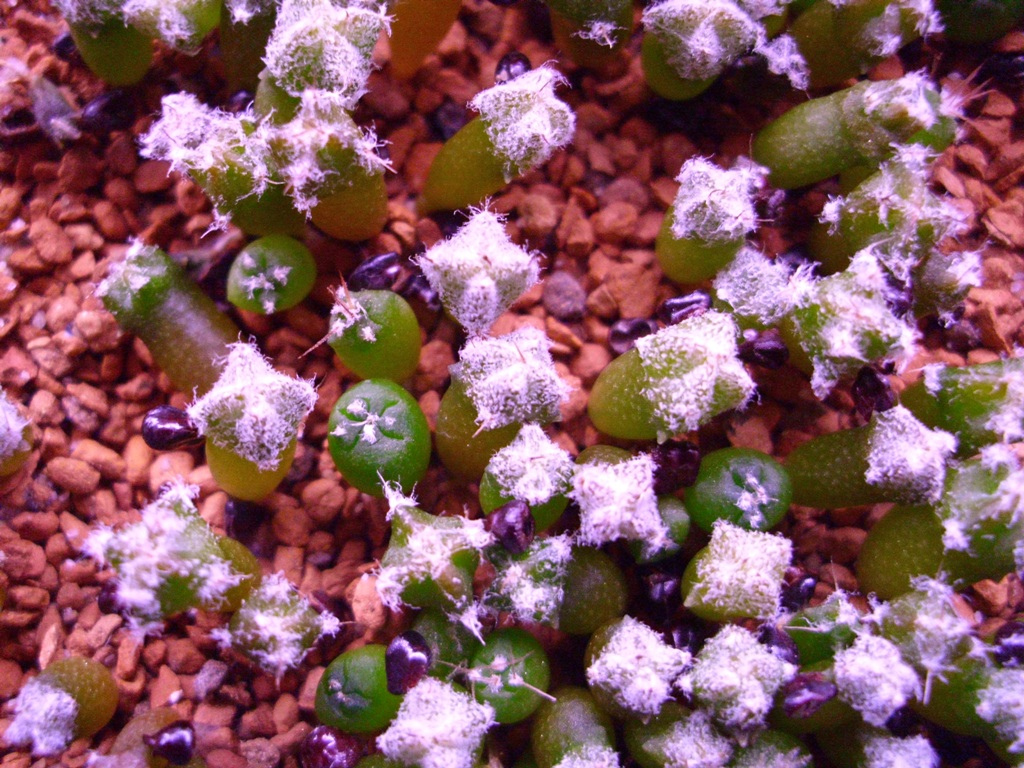
Plántulas en crecimiento